# 吹奏楽編曲
吹奏楽編曲（すいそうがくへんきょく）は、元来吹奏楽以外の編成のために書かれた楽曲を、吹奏楽編成のために編曲すること、あるいは編曲された楽譜、さらにはそれを用いた演奏のことである。
ここでは、現実に実演や録音で扱われる吹奏楽編曲の実例に則していくつかの例に分け、それぞれ記述する。

## 管弦楽曲の吹奏楽編曲
元来管弦楽曲として書かれた曲が編曲されたものである。現在の吹奏楽レパートリーの中でも、大きな比重を占めている。
古くから、例えばモーツァルトやベートーヴェンの時代から、交響曲やオペラからの抜粋が当時盛んだった管楽合奏（ハルモニームジーク）のために数多く編曲され演奏されてきた。軍楽隊の整備が進む中において、行進曲をはじめとする実用音楽と並んで編曲作品は軍楽隊の重要なレパートリーとして頻繁に演奏された。たとえば野外での演奏など機動性や音量が求められる場面において吹奏楽は管弦楽の代用として重宝され、イギリスの近衛軍楽隊やギャルド・レピュブリケーヌ吹奏楽団が、管弦楽小品の編曲を演奏し、また録音も行っている（これは現在に至るまで数回CD化されている）。現在においても多くの楽曲が編曲され、多くの団体によって演奏・録音されている。
一方、日本において、全日本吹奏楽コンクールをはじめとする吹奏楽コンクールにおいては、各種学校の楽団から市民バンドに至るまで多くのアマチュア団体が新しい吹奏楽編曲レパートリーを開拓している側面が存在する。
日本の学校教育（小学校・中学校・高等学校）の中では、管弦楽団を持つ学校は少数であるのに対して、吹奏楽団（吹奏楽部）がある学校は多い。バロックから古典、ロマン派、近代・現代へとつながる一連のクラシック音楽の流れに対し、近代吹奏楽編成が確立して以降の作曲作品しか持たない吹奏楽においては、近代以前の音楽に触れる意味でその演奏曲目としての吹奏楽用編曲は重要である。

## 管弦楽以外のクラシック曲の吹奏楽編曲
管弦楽以外のクラシック曲の吹奏楽編曲として、弦楽合奏曲・ピアノ独奏曲、オルガン独奏曲などの編曲がある。
『展覧会の絵』（ムソルグスキー）、『トッカータとフーガニ短調』などの吹奏楽編曲は、先行する管弦楽編曲の影響を受けていることも多い。近年では天野正道によって『左手のためのピアノ協奏曲』（ラヴェル）や『クープランの墓』（ラヴェル）などのピアノ曲の編曲も行われている。
また同じ管楽合奏の編成の中でも英国式ブラスバンド（金管バンド）編成の曲やファンファーレバンド編成の曲が、作曲者自身の手によって吹奏楽編成に書き直されるものも数多く存在し、英国式ブラスバンドからの吹奏楽編曲では、『宇宙の音楽』（スパーク）、『ハリソンの夢』（グレーアム）、『いにしえの時から』（ヤン・ヴァン・デル・ロースト）などが吹奏楽においてもよく知られている。

## 具体的なレパートリー
吹奏楽編曲として好まれるレパートリーとして、例えば以下のようなものがある。原曲の管弦楽曲がさほど有名でない曲が、吹奏楽編曲としては広く知られる事例も存在する。また、交響曲や組曲の中から、特定楽章のみ編曲演奏される場合も多い。

### ロシア・ソビエト系
- チャイコフスキー：交響曲第4番 - 終楽章、スラヴ行進曲、序曲『1812年』、イタリア奇想曲、白鳥の湖
- ショスタコーヴィチ：交響曲第5番 - 終楽章、祝典序曲
- ボロディン：オペラ『イーゴリ公』 - 「だったん人の踊り」
- グラズノフ：バレエ音楽『四季』 - 「秋」
- ハチャトゥリアン：バレエ組曲『ガイーヌ』、組曲『バレンシアの寡婦』、組曲『仮面舞踏会』
- ムソルグスキー：組曲『展覧会の絵』、交響詩『禿山の一夜』
- プロコフィエフ：バレエ音楽『ロメオとジュリエット』
- リムスキー＝コルサコフ：交響組曲『シェヘラザード』、スペイン奇想曲
- ストラヴィンスキー：バレエ組曲『火の鳥』

### フランス系
- ドビュッシー：夜想曲 - 「祭り」、3つの交響的素描『海』
- ラヴェル：「道化師の朝の歌」、スペイン狂詩曲、『ダフニスとクロエ』第2組曲、「マ・メール・ロワ」
- シャブリエ：狂詩曲『スペイン』
- ベルリオーズ：幻想交響曲、序曲『ローマの謝肉祭』、劇的物語『ファウストの劫罰』 - 「ハンガリー行進曲」
- イベール：交響組曲『寄港地』 - 「チュニス―ネフタ」「バレンシア」
- サン＝サーンス：歌劇『サムソンとデリラ』 - 「バッカナール」

### イタリア系
- ヴェルディ：オペラ『運命の力』序曲、歌劇『シチリア島の夕べの祈り』序曲、歌劇『アイーダ』 - 「凱旋行進曲」
- レスピーギ：交響詩『ローマの祭り』、交響詩『ローマの松』、バレエ音楽『シバの女王ベルキス』
- プッチーニ：歌劇『トスカ』（セレクション）、歌劇『トゥーランドット』（セレクションなど）
- マスカーニ：歌劇『カヴァレリア・ルスティカーナ』序曲・間奏曲、歌劇『友人フリッツ』間奏曲

### イギリス系
- ホルスト：組曲『惑星』 - 「火星」「木星」「天王星」、ムーアサイド組曲
- アーノルド：序曲「ピータールー」、4つのスコットランド舞曲、「第六の幸福をもたらす宿」[注釈 1]、
- ウォルトン：戴冠式行進曲『王冠』、『スピットファイア 前奏曲とフーガ』、『メジャー・バーバラ』[注釈 1]、『ウォー・タイム・スケッチブック』[注釈 1]
- エルガー：行進曲『威風堂々』、エニグマ変奏曲、セヴァーン組曲[注釈 2]、「愛の挨拶」

### ドイツ系
- オルフ：カルミナ・ブラーナ
- R.シュトラウス：『アルプス交響曲』、交響詩『ドン・フアン』、交響詩『ティル・オイレンシュピーゲルの愉快ないたずら』、交響詩『英雄の生涯』、楽劇『サロメ』 - 「サロメの踊り（7つのヴェールの踊り）」、『ばらの騎士』 - 「組曲」
- ニコライ：歌劇『ウィンザーの陽気な女房たち』序曲
- J.S.バッハ：『トッカータとフーガ ニ短調』、『小フーガ ト短調』、『主よ、人の望みの喜びよ』、『G線上のアリア』
- パッヘルベル：『カノン』
- ヒンデミット：『ウェーバーの主題による交響的変容』
- ブラームス：『大学祝典序曲』、『ハンガリー舞曲』、『ハイドンの主題による変奏曲』
- フンパーディンク：歌劇『ヘンゼルとグレーテル』 - 「夕べの祈り」
- ベートーヴェン：『エグモント』序曲
- メンデルスゾーン：『フィンガルの洞窟』、『夏の夜の夢』 - 「結婚行進曲」
- ワーグナー：『リエンツィ』序曲、『さまよえるオランダ人』序曲、『タンホイザー』序曲、『ローエングリン』 - 「エルザの大聖堂への行列」「第3幕への前奏曲」「結婚行進曲」、『ニュルンベルクのマイスタージンガー』 - 「第1幕への前奏曲」

### オーストリア系
- レハール：喜歌劇『メリー・ウィドウ』 - 「ヴィリアの歌」「セレクション」、『ロシアの皇太子』（セレクション）、『微笑みの国』（セレクション）
- モーツァルト：歌劇『魔笛』序曲、歌劇『後宮からの誘拐』序曲、歌劇『フィガロの結婚』序曲、『アヴェ・ヴェルム・コルプス』、『ホルン協奏曲』(第1 - 4番)、『クラリネット協奏曲』
- J.シュトラウスI：『ラデツキー行進曲』
- J.シュトラウスII：喜歌劇『こうもり』 - 序曲、セレクション、喜歌劇『ジプシー男爵』序曲、ワルツ『美しく青きドナウ』、ワルツ『春の声』、『トリッチ・トラッチ・ポルカ』、ポルカ『雷鳴と稲妻』
- スッペ：『軽騎兵』序曲、『詩人と農夫』序曲、『ウィーンの朝、昼、晩』序曲、『美しきガラテア』序曲、『スペードの女王』序曲
- マーラー：『交響曲第1番』、『交響曲第3番』、『交響曲第5番』、『交響曲第7番』
- ツェラー：喜歌劇『小鳥売り』（セレクション）

### 東欧・北欧系
- ドヴォルザーク：交響曲第8番、交響曲第9番『新世界より』、序曲「謝肉祭」、スラヴ舞曲、スケルツォ・カプリッチョーソ、アメリカ組曲、ポロネーズ 変ホ長調、「我が母の教えたまいし歌」
- ヤナーチェク：シンフォニエッタ、交響的狂詩曲『タラス・ブーリバ』、ラシュスコ舞曲、グラゴル・ミサ
- コダーイ：組曲『ハーリ・ヤーノシュ』、ガランタ舞曲、ハンガリー民謡「孔雀は飛んだ」による変奏曲
- カールマーン：喜歌劇『チャールダーシュの女王』（セレクション）、喜歌劇『伯爵令嬢マリツァ』（セレクション）
- リスト：交響詩『前奏曲』、交響詩『タッソー』、 ハンガリー狂詩曲
- シベリウス：交響曲第2番、交響詩『フィンランディア』、『カレリア』組曲
- ニールセン：『アラジン』組曲、歌劇『仮面舞踏会』序曲
- グレンダール：トロンボーン協奏曲
- グリーグ：『ペール・ギュント』、『十字軍の王シーグル』組曲、交響的舞曲、メロドラマ『ベルグリョート』 - 葬送音楽

## 特徴

### 調性
吹奏楽編曲時に、調性が変更されることがしばしばある。ハ長調の曲が変ロ長調になる（全音下がる）、イ長調の曲が変イ長調（半音下がる）や変ロ長調になる（半音上がる）などの例は多い。これは、吹奏楽での楽器の多くが、フラット系の調性の移調楽器を持つことに起因していると言われる。運指や和音作りの容易さにも貢献している。
一方、編曲時に調性が変わることを否定的に捉える者もいる。

### 奏法
原曲の管弦楽の表現を再現するために特殊な奏法が要求されることがある。例えばヴァイオリンの高音域の持続音をヴィブラフォンの鍵盤を弦楽器の弓で擦ることによって再現したり、弦楽器のピチカートをクラリネットやサクソフォーンのスラップタンギングで表現したり、ストリングスの幅広いサウンドを意識してコーラスを入れたりするなどがあげられる。

## ポピュラー音楽の吹奏楽編曲
元来ポピュラー音楽として作曲された曲の吹奏楽編曲として、以下のようなシリーズがあり、定期的に新しい楽譜が出版されている。
- ニュー・サウンズ・イン・ブラス
- ミュージックエイト
- ウィンズスコア
- ロケットミュージック
- ブレーン
- ネクサス音楽出版
- 東京ハッスルコピー

## 著名な吹奏楽編曲者
吹奏楽編曲者として、次のような編曲家が知られる。
- ルシアン・カイエ（英語版）
- エリック・ライゼン
- ガイ・デュッカー
- フランク・ウィンターボトム（オランダ語版）
- ヴィンセント・サフラネク
- ドナルド・ハンスバーガー
- マーク・ハインズリー
- ピエール・デュポン
- ロジェ・ブトリー
- アルフレッド・リード
- 上埜孝
- 藤田玄播
- 小長谷宗一
- 天野正道
- 森田一浩
- 淀彰
- 林紀人
- 岩井直溥
- 瀬尾宗利（オランダ語版）
- 郷間幹男
- 八田泰一